# Bez
Bez (Sambucus) je rod vyšších dvouděložných rostlin patřící do čeledi kalinovité (Viburnaceae). Zahrnuje asi 40 druhů dřevin i bylin, rozšířených zejména v mírném pásu a subtropech. V České republice rostou 3 druhy. Některé druhy a kultivary bezu jsou pěstovány jako okrasné dřeviny.

## Popis
Bezy jsou opadavé keře, stromy nebo i vytrvalé byliny se vstřícnými zpeřenými listy. Například bez chebdí je vytrvalá bylina.Kořenový systém je bohatě větvený a mělký. Listy jsou na okraji pilovité, s palisty nebo s nektárii vzniklými přeměnou palistů. Větve jsou silné, s nápadnými lenticelami a silnou dření. Květenství jsou koncové vrcholičnaté laty nebo ploché vrcholíky. Květy jsou pravidelné, drobné, většinou pětičetné, bílé, zelenavé nebo žlutavé. Kališní i korunní lístky jsou srostlé. Tyčinek je 5, jsou přirostlé při bázi koruny a vyčnívají ven. Semeník obsahuje 3 až 5 komůrek, v každé je jediné vajíčko. Plodem je dužnatá, nejčastěji černá nebo červená, peckovice připomínající bobuli a obsahující 3 až 5 semen. Bez kanadský (poddruh bezu černého) je opadavý keř. Listy a stonky bezu černého jsou jedovaté.

## Rozšíření
Rod zahrnuje asi 40 druhů rozšířených v mírném a subtropickém pásu obou polokoulí a v některých horských oblastech tropů. Není zastoupen v subsaharské Africe. V ČR je zastoupen 3 původními druhy: bez černý (Sambucus nigra), bez chebdí (S. ebulus) a bez červený (S. racemosa). Mimo tyto 3 druhy roste v Evropě ještě bez sibiřský (S. sibirica), rozšířený ve středním a východním Rusku. V východní a jihovýchodní Austrálii roste bez gaudichaudův. V Kanárských ostrovech roste sambucus palmensis. V Zakavkazsku roste sambucus tigranii. Sambucus lanceolata roste v Madeiře. Od Východní Evropy až po Ruský Dálný východ a Severní Čínu roste sambucus sibirica. Sambucus adnata roste od Himálaje do Číny.

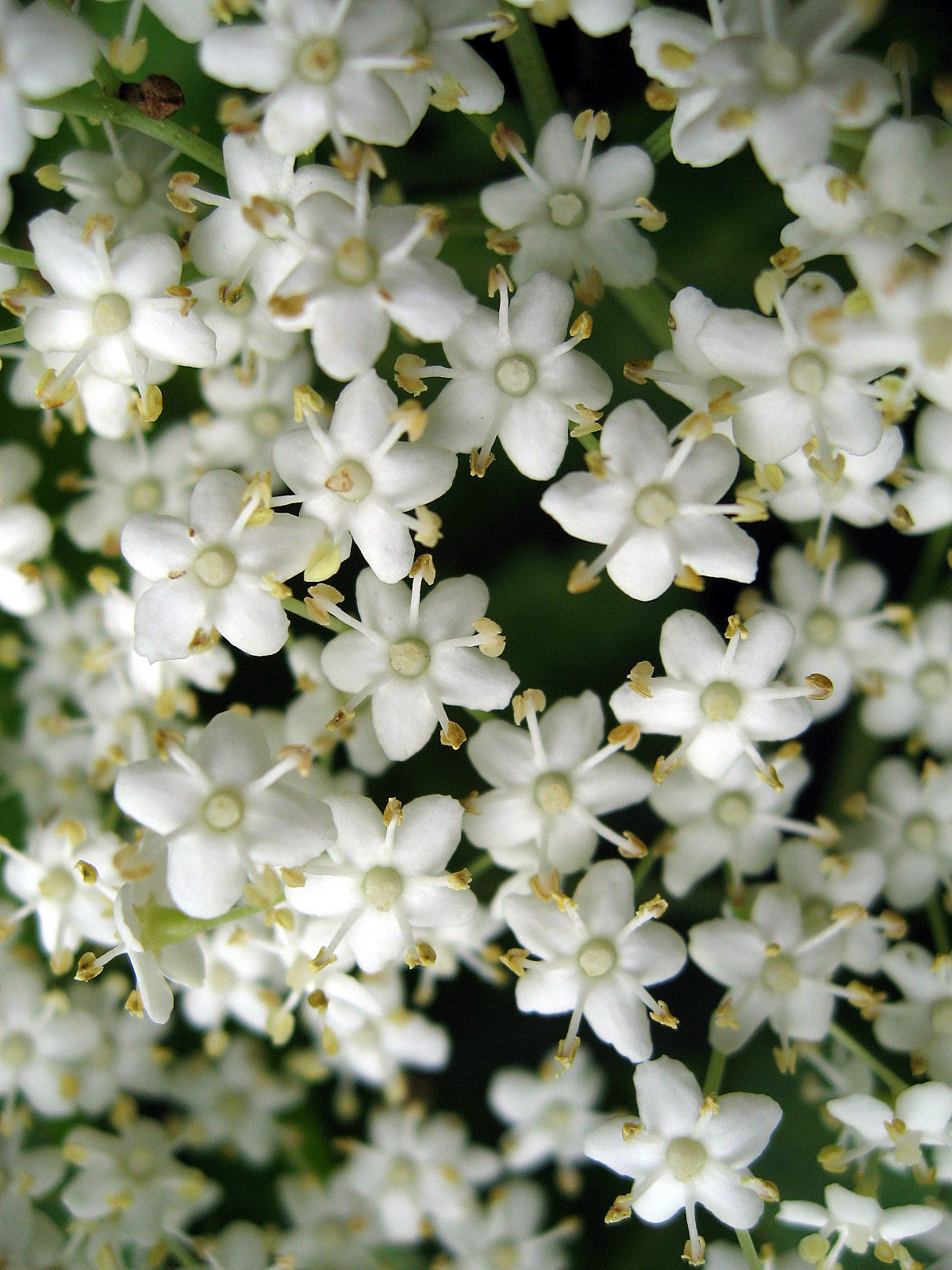
Detail květů bezu černého
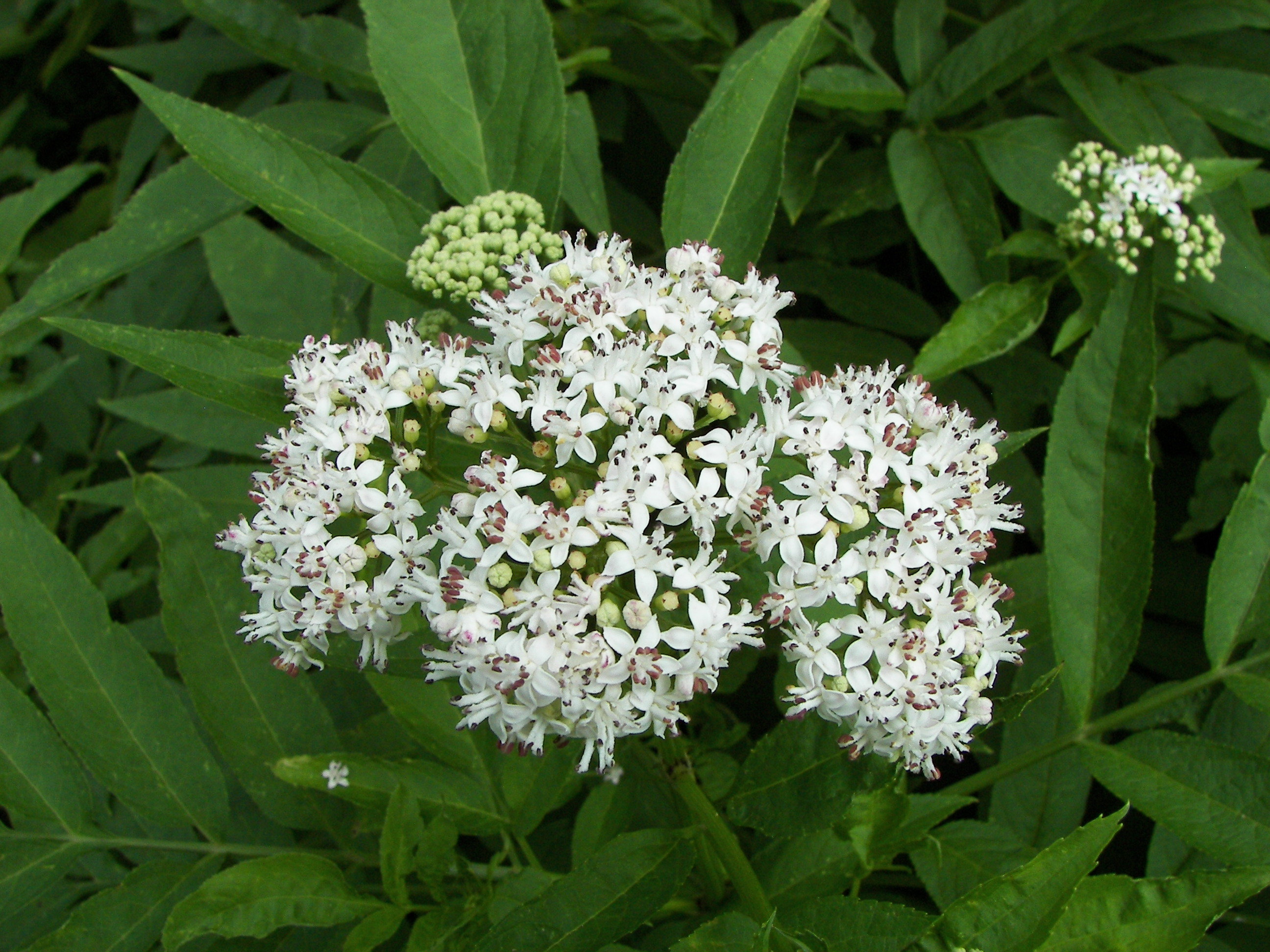
Kvetoucí bez chebdí
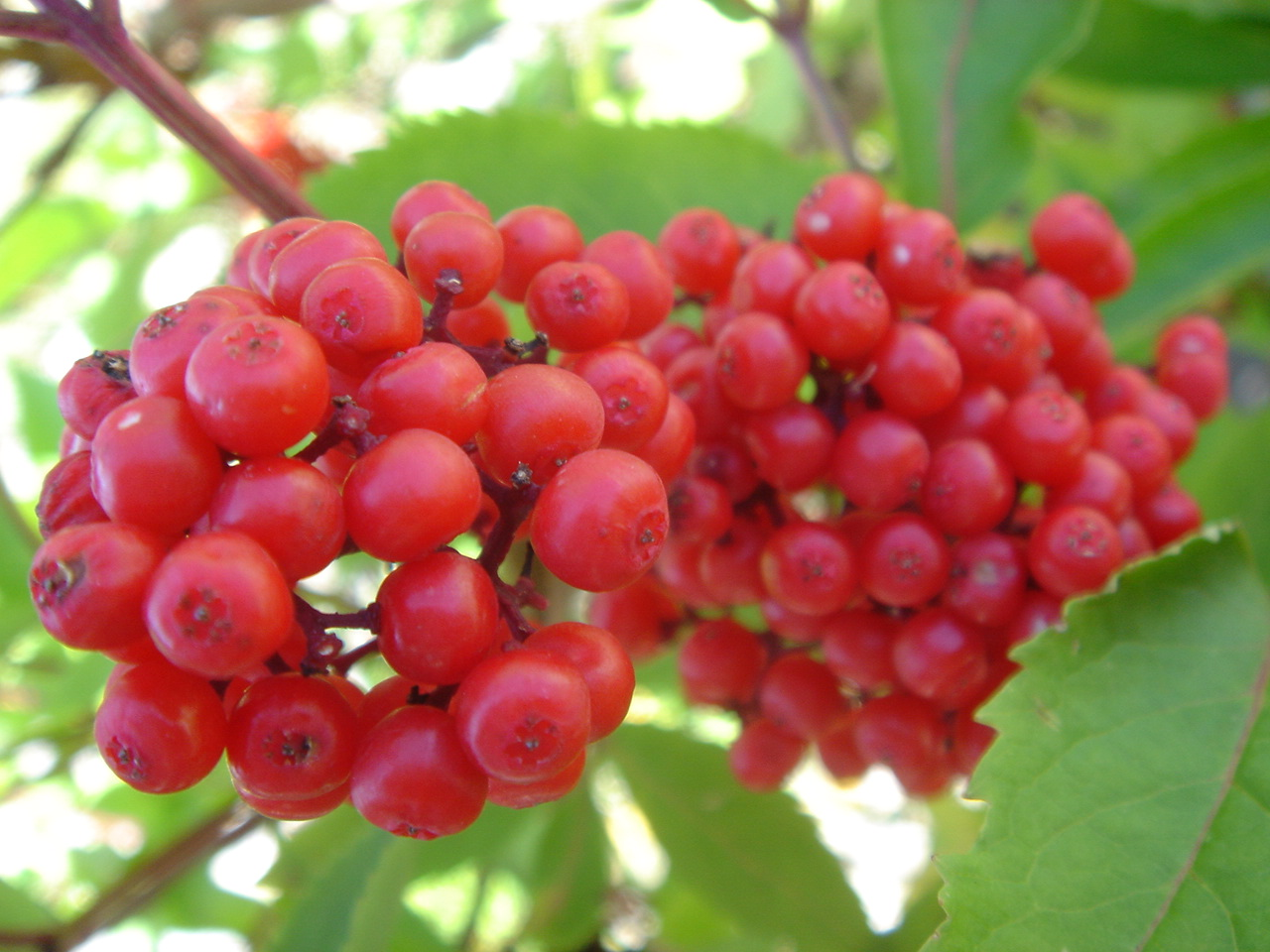
Zralé plody bezu červeného
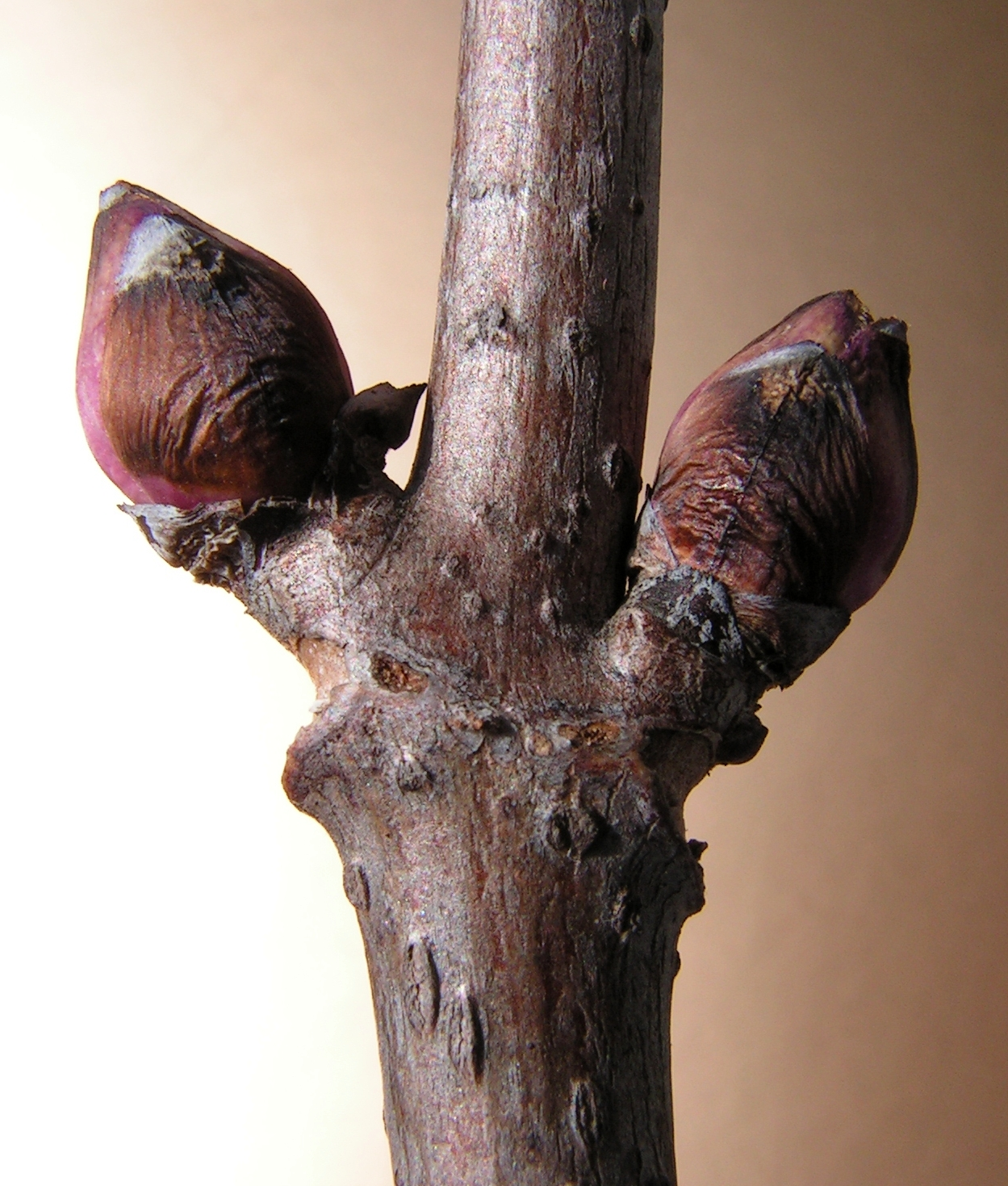
Zimní větévka bezu červeného
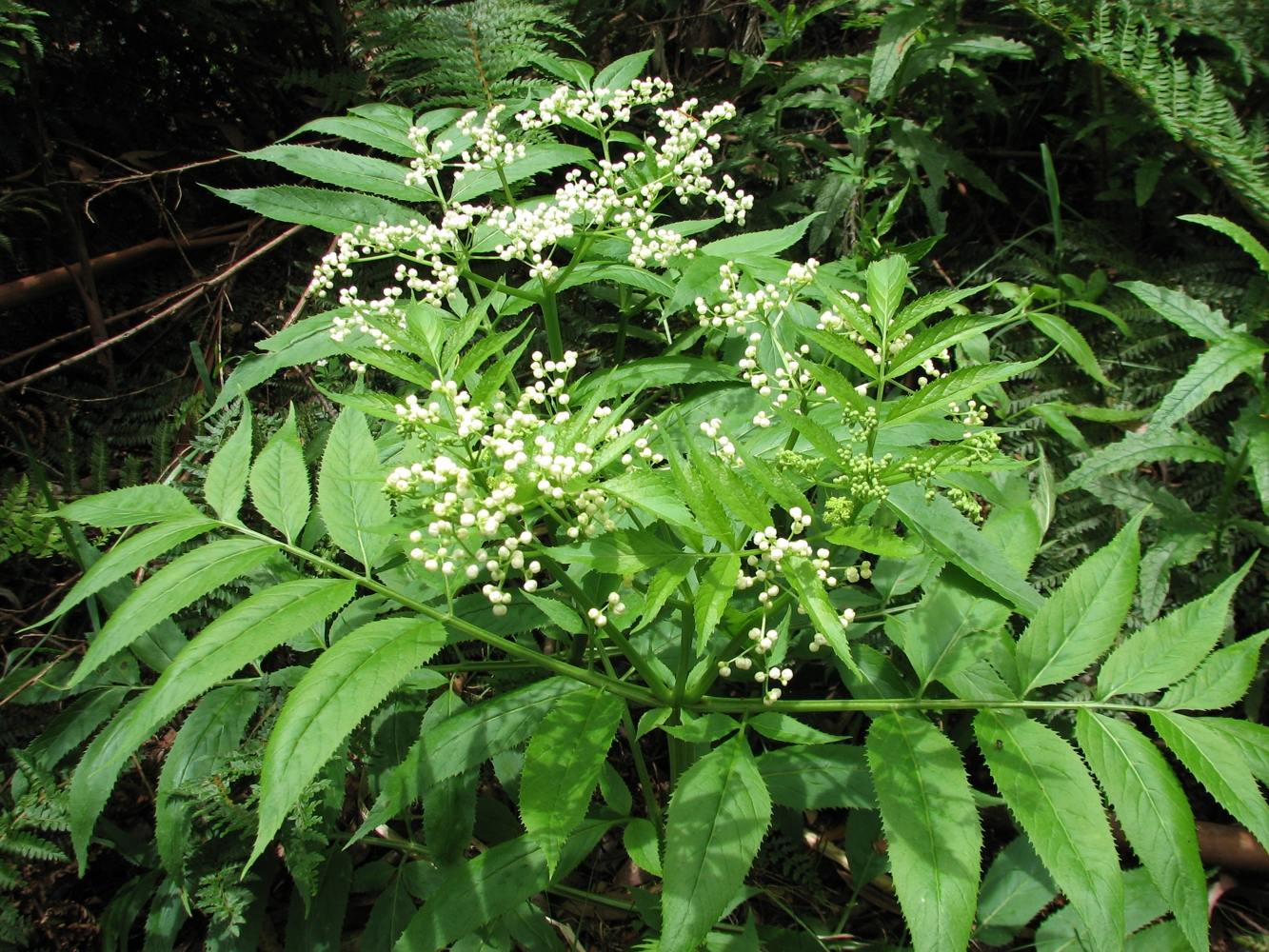
Australský bez Gaudichaudův

## Zástupci
Podle Plants of the World Online Bez má 22 akceptovaných druhů a jeden je hybrid.
- Sambucus adnata
- Sambucus Africana
- Sambucus australasica
- Sambucus australis
- Sambucus cerulea
- Sambucus javanica
- Sambucus lanceolata
- Sambucus mexicana
- Sambucus Palmesis
- Sambucus pendula
- Sambucus peruviana
- Sambucus sibirica
- Sambucus sieboldiana
- Sambucus × strumpfii
- Sambucus tigranii
- Sambucus williamsii
- Sambucus wightiana

- bez chebdí (Sambucus ebulus)
- bez černý (Sambucus nigra)
- bez červený, syn. bez hroznatý (Sambucus racemosa)
- bez kamčatský (Sambucus kamtschatica)
- bez kanadský (Sambucus canadensis).
- bez Gaudichaudův (Sambucus gaudichaudiana)

Jako bez se někdy lidově označuje i šeřík obecný (Syringa vulgaris), který však s bezem není nijak příbuzný (patří do čeledi olivovníkovitých, řádu hluchavkotvarých).

## Poddruhy
Mezi zástupce rodu patří  bez černý, jež má poddruh Bez kanadský (Sambucus canadensis). S. africana a s. gaudichaudiana nemají žádný poddruh.

## Využití
Jako okrasné dřeviny jsou v Česku nejčastěji pěstovány různé kultivary bezu černého, lišící se především tvarem a zbarvením listů a celkovým vzrůstem.
Bez černý je využíván v lidovém léčitelství a plody jsou různým způsobem zpracovávány na šťávy, džemy apod. Květ bezu černého pomáhá v typickém zimním prochladnutí. Dokáže pomoci při očistných kůrách a přispívá k čištění zahleněných průdušek. Z bezu černého se může také udělat víno.
Bez chebdí byl dříve využíván v lidovém léčitelství a celá rostlina je jedovatá a bez červený byl také dříve používán v lidovém léčitelství. Bez  je důležitým zdrojem antioxidantů.

## Plody
Plody bezu jsou peckovice nebo bobule. Plody bezu černého jsou bobulovité peckovice a plody bezu červeného jsou také peckovice.  Plody bezu chebdího jsou také peckovice. Plody Bezu Gaudichaudůvu jsou jedlé, nakyslé. Dají se jíst syrové nebo tepelně zpracované. Bezinky jsou také hodně výživné, obsahují vitamín C, vitamín A, a kvercetin.